# 超新星
| なぜ恒星は終わりを迎える時に巨大なエネルギーを伴う爆発をするのか。その仕組みはどうなっているのか。 |

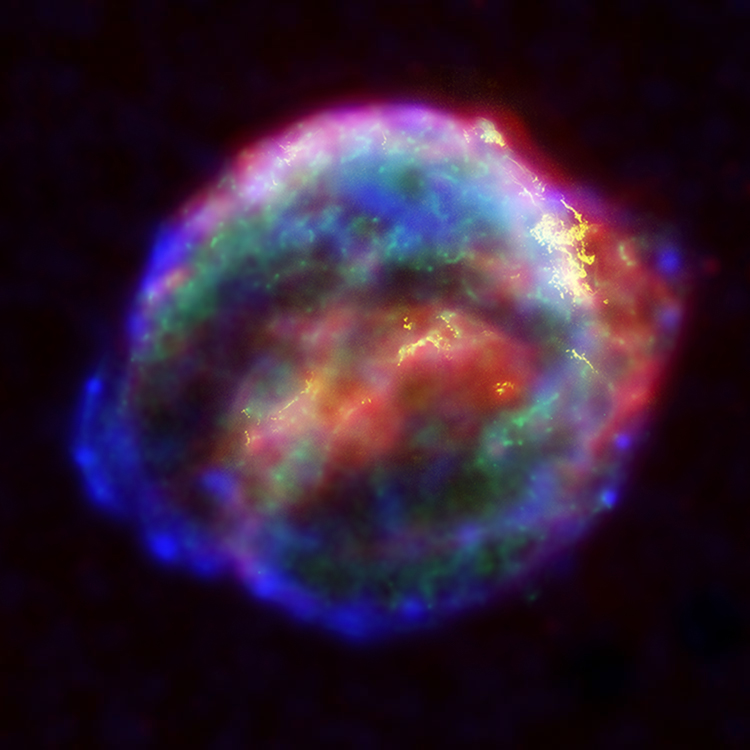
ケプラーの超新星 (SN 1604) の超新星残骸。スピッツァー宇宙望遠鏡、ハッブル宇宙望遠鏡およびチャンドラX線天文台による画像の合成画像。

超新星（ちょうしんせい、英: supernova、スーパーノヴァ）は、大質量の恒星や近接連星系の白色矮星が起こす大規模な超新星爆発によって輝く天体である。

## 超新星の「発見」
超新星そのものは、古くは2世紀に中国で記録されており、ティコ・ブラーエやヨハネス・ケプラーも観測記録を残しているが（本稿末尾参照）、実態が知られるようになったのは19世紀後半になってからである。
「超新星」という名称は新星（ラテン語の nova の訳語）に由来する。新星とは、夜空に明るい星が突如輝き出し、まるで星が新しく生まれたように見えるもので（詳細は「新星」の項を参照）、ルネサンス期には既に認識されていたが、1885年、アンドロメダ銀河中にそれまで知られていた新星よりはるかに明るく輝く星が現われ、新星を超える天体の存在が確認されたため、supernova （「超」新星）の語が生まれた。発する光は光度-13等級から-19等級増加し、この明るさは新星を格段に凌駕する。爆発によって星の本体は四散するが、爆発後の中心部に中性子星やブラックホールが残る場合もある。
現在超新星爆発は我々が住んでいる銀河系の中で、100年から200年に一度の割合で発生していると言われている。また、平均すると1つの銀河で40年に1回程度の割合で発生すると考えられている。

## 概略
初期の宇宙では、元素はほとんどが水素とヘリウムの同位体で、わずかにリチウムとベリリウムの同位体が存在する程度だった。それよりも重いホウ素、炭素、窒素、酸素、珪素や鉄などの元素は恒星内部での核融合反応で生成し（s過程）、超新星爆発により恒星間空間にばらまかれた。そして、鉄よりも重い元素は超新星爆発時に生成したと考えられている（r過程）。これに加え、超新星爆発による衝撃波は星間物質の密度にゆらぎを生み出し、新たな星の誕生をうながしている。また、炭素の同位体比から超新星爆発時に合成されたと考えられるダイヤモンドなどの粒子が、隕石の中から発見されている。
系外銀河の観測により、一つの渦状銀河内での超新星の発生頻度は数十年に1回と考えられる。我々の銀河系も同様のはずであるが、1604年以降発見されていない。銀河中心核をはさんだ反対側に出現したり、地球近傍でも濃い星間雲に隠されたりして見えなかったためと考えられている。系外銀河に出現したものは遠すぎて通常は肉眼では見えないが、1987年、銀河系の伴銀河である大マゼラン雲で超新星SN 1987Aが出現し、肉眼でも見える明るさになって、精密な観測がなされた。その際、発生したニュートリノが日本のニュートリノ観測施設カミオカンデによって検出され、ニュートリノ天文学が進展することとなった。このカミオカンデにおける成果が認められ、小柴昌俊は2002年度、ノーベル物理学賞を受賞している。

## 命名
超新星に彗星のような固有名称が与えられることは少ない。普通「SN 西暦年 番号」の形式で呼ばれる。西暦年は4桁で表し、番号はその年の1番目から順に A, B, C, ..., Y, Z, aa, ab, ..., az, ba, bb, ... のように振る。
たとえば SN 1994D（もしくは 超新星 1994D）といった場合、「1994年に発見された内で4番目の超新星」ということになる。

## 分類

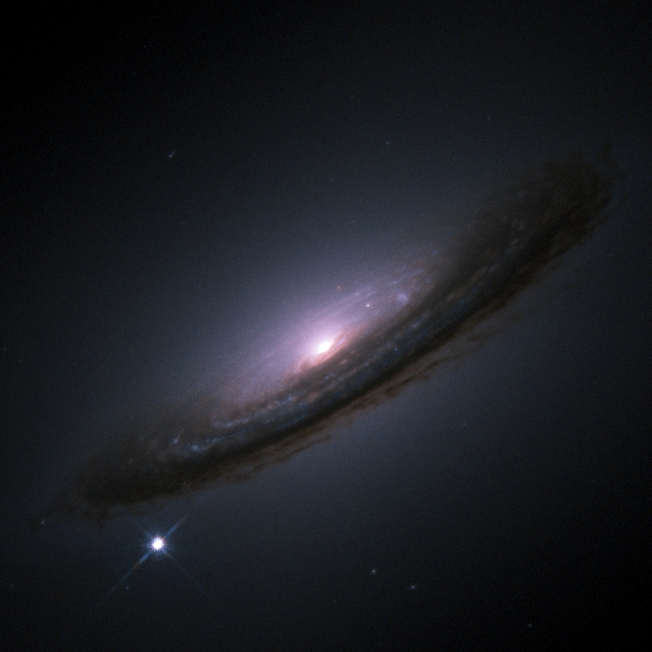
円盤銀河NGC 4526で観測された超新星: SN 1994D（左下の光点）

超新星は、そのスペクトルに水素の吸収線が見られないI型と、水素の吸収線が見られるII型とに分類される。III型、IV型、V型といった分類もかつては使われていたが、現在ではこれらはまとめてII型に分類される。

### Ia型
I型の中でも珪素の吸収線が見られるものをIa型と呼ぶ。楕円状銀河・渦状銀河・不規則銀河といったあらゆる型の銀河に出現するが、後述のII型より少ない。連星系をなしている白色矮星が相手の恒星から降り積もったガスによりチャンドラセカール限界まで質量を増加させ、ついには、自らの重力による収縮を支えきれなくなる。この収縮によって、炭素と酸素からなる中心核で、炭素の核融合反応が暴走し、大爆発を起こす。Ia型超新星は発生契機となる白色矮星がチャンドラセカール限界に定められた一定の質量となるため、ピーク時の絶対等級がほぼ一定となり、見かけ上の明るさを測定することで超新星爆発の起こった銀河までの距離を求めることができる。このように距離測定時の明るさの基準として使える天体を標準光源と呼ぶ。Ia型超新星は非常に明るいため、宇宙論的距離まで使える標準光源として有用であり、宇宙モデルの検証などでしばしば用いられる。ただし、最近ではSN 2011feやPTF11kxのような、これまで知られていないタイプの現象を起こすIa型超新星が発見されている。
2013年、森浩二宮崎大学准教授などのグループは、エックス線観測衛星「すざく」による「1604年ケプラーの超新星爆発の残骸」の観測で、他の超新星に比べて金属量が3倍あることを突き止めた。金属量の違いは明るさの違いに結びつく可能性があり、超新星爆発の明るさの違いが存在し、宇宙の膨張速度の計算に影響する可能性がある。

### .Ia型
I型の中で、爆発時の明るさとその持続時間が、いずれもIa型の数値とくらべて小数点以下くらいしかないものを.Ia型（ドットいちエーがた）と呼ぶ。.Ia型超新星の発生には、質量の異なった白色矮星2個がお互いに相手の周りを回る軌道を描いていることが条件で、質量の大きな主星は炭素および酸素で組成され、質量の小さな伴星はヘリウムを主な物質として組成されている。主星重力の影響で伴星側から組成主成分であるヘリウムが主星側へ少しずつ引き寄せられていき、やがて主星の周囲に蓄積して主星を包み込むようになる。数千万年も経過すると、蓄積されたヘリウムが一定質量を超え、非常に明るいが短時間で終息する爆発が起きる。このとき爆発を起こすのは蓄積されたヘリウムのみで、2個の白色矮星はそのまま軌道を維持し、再び同じ爆発サイクルを繰り返す。 
.Ia型超新星の発見第1号は SN 2002bj と呼ばれる超新星である。爆発自体は2002年に確認されており、当初はII型超新星に分類されていたが、II型超新星で本来放出されるはずの物質が確認されなかった。また、太陽の100億倍という明るさを放ったのちに急速に光が衰え、爆発から約20日後には不可視化光になったという点が典型的なIa型とも異なった。減光期間や化学組成などを分析した結果、2007年に提唱された新しいタイプの.Ia型であるとされた。

### Ib型, Ic型
I型の中でヘリウムの吸収線が見られるものをIb型、見られないものをIc型と呼ぶ。これらについては機構がよく分かっていない。II型と同様、恒星の一生の最後に迎える大爆発であるが、その前に水素を使い果たしてしまい、水素の吸収線が見られないと考えられる。
水素がない星としては重い星が強い恒星風でヘリウムコアがむき出しになったウォルフライエ星が考えられる。またヘリウムもない星としては同じくウォルフライエ星の中でヘリウム層を失ったWO星が知られており関連性が指摘されている。その他には近接連星における質量移動も候補と考えられる。

### II型
水素の吸収線が見られるものをII型と分類する。渦巻銀河や棒渦巻銀河の腕の部分に現れることが多い。II型の分類はスペクトルによらず、光度の変化によりなされる。光度曲線に平坦期（光度がほとんど一定になる時期）があるものをIIP型 (P: Plateau)、最大光度の後、単調に（直線的に）光度が減少するものをIIL型 (L: Linear) と呼んでいる。
太陽の約8倍より重い星の場合、核融合反応を繰り返すことによって、赤色超巨星に進化した段階ではネオンやマグネシウムからなる縮退した中心核が作られ、その周囲の殻状の領域で炭素の核融合が進むようになる。中心核の質量が増えると、やがて陽子の電子捕獲反応が起きて中心核内部に中性子過剰核が増える。これによって電子の縮退圧が弱まるため、重力収縮が打ち勝って一気に崩壊する。また、太陽の10倍程度よりも重い星では中心核が縮退することなく核融合が進み、最後に鉄56の中心核ができる。鉄56の中心核は重力収縮しながら温度を上げていき、約1010Kに達すると黒体放射により生じた高エネルギーのガンマ線を吸収してヘリウムと中性子に分解してしまう（鉄の光分解）。これによってやはり中心核が一気に重力崩壊を起こす。この爆縮的崩壊の反動による衝撃波などで外層部は猛烈な核融合反応を起こし、II型の超新星となる。しかし爆発のメカニズムは詳しくわかっていない。内部コアで生じた衝撃波は典型的な爆発の運動エネルギーと比べて二桁ほど大きいにもかかわらずニュートリノ放出によって弱まるため外部コアを通り抜けられないと考えられている。現在では弱まった衝撃波をどのように復活させるかが議論されており、ニュートリノ加熱メカニズムが有力視されているものの未だうまくいっていない。
超新星SN 1987AはII型であったが、一度赤色超巨星に膨張した星が収縮して高温の星になってから爆発するという特異な過程をとり、最大光度も通常のII型超新星より暗いものであった。原因として、マゼラン銀河は通常の銀河に比べて進化が遅く、水素・ヘリウム以外の重元素の比率が小さいことが挙げられている。

### 極超新星
超新星のうち、特に爆発エネルギーが大きいもの（通常の10倍以上）を、特に極超新星と呼び区別している。スペクトルにおいて、水素、珪素、ヘリウムの各吸収線が見られず、さらに従来のIc型とも類似性が認められない。

## 主な超新星
| 超新星    | 年     | 星座           | 銀河              | 距離             | 最大光度 | 型  | 残骸・別名        | 備考                                   |
| --------- | ------ | -------------- | ----------------- | ---------------- | -------- | --- | ----------------- | -------------------------------------- |
| SN 185    | 0185年 | ケンタウルス座 | 銀河系            | 3,300光年        | -8       |     | RCW 86            | 最古の観測記録                         |
| SN 393    | 0393年 | さそり座       | 銀河系            |                  | -1       |     | RX J1713.7-3946 ? |                                        |
| SN 1006   | 1006年 | おおかみ座     | 銀河系            | 7,200光年        | -9       | I   |                   |                                        |
| SN 1054   | 1054年 | おうし座       | 銀河系            | 7,000光年        | -6       | II? | かに星雲          | 『宋史』「天文志」、『明月記』など     |
| SN 1181   | 1181年 | カシオペヤ座   | 銀河系            | > 26,000光年     | 0        | II  | 3C 58             |                                        |
| SN 1572   | 1572年 | カシオペヤ座   | 銀河系            | 8,000～9,800光年 | -4       | I   | ティコの星        |                                        |
| SN 1604   | 1604年 | へびつかい座   | 銀河系            | 20,000光年以内   | -2.5     | I   | ケプラーの星      | 銀河系で最後                           |
| SN 1885A  | 1885年 | アンドロメダ座 | アンドロメダ銀河  | 254万光年        | 5.8      | Ia  | アンドロメダ座S星 | 他銀河で初の発見                       |
| SN 1987A  | 1987年 | かじき座       | 大マゼラン雲      | 157,000光年      | 2.9      | II  |                   | 肉眼で見えた最後                       |
| SN 2002bj | 2002年 | うさぎ座       | NGC 1821          | 1億5600万光年    |          | .Ia |                   | 2009年の解析により新型超新星と確認     |
| SN 2005ap | 2005年 | かみのけ座     | SDSS J130114+2743 | 47億光年         |          | II  |                   | 観測史上最大光度の超新星               |
| SN 2006gy | 2006年 | ペルセウス座   | NGC 1260          | 2億3800万光年    | 15.0     | II  |                   | 最大級の超新星                         |
| SN 2009dc | 2009年 | かんむり座     | UGC 10064         |                  |          | Ia  |                   | チャンドラセカール限界を超えた初の爆発 |

年は地球における発見年

## 超新星元素合成
超新星はその爆発の際の極高温により、恒星での元素合成ではできなかった重元素の合成を可能にする。鉄より重い元素はその多くがこの過程を経ることによって生成されたものである。
超新星爆発は、重粒子線も大量に発生させ、極高温と粒子の密度の高さから、r過程などを経て重元素が合成されていく。超新星爆発によって理論上生成可能な元素はおおよそカリホルニウムにまで及ぶ。

## 周囲の星への影響
超新星爆発が発生すると、強烈なガンマ線が周囲に一斉に放たれる。このガンマ線の威力は凄まじく、超新星爆発を起こした恒星から半径5光年以内の惑星表面に住む生命体は絶滅し、25光年以内の惑星に住む生命体は半数が死に、50光年以内の惑星に住む生命体は壊滅的な打撃を受けるとされる。ガンマ線は地表を容赦なく汚染して生命体が住めない環境にしてしまい、そこから地表に生命体が住めるようになる環境に戻るまでには数年を要すると言われている。しかし、地下深くにすむバクテリアなどの生物は直接的影響はほぼなく、生き残ることが出来る。
現在、地球周辺で近いうちにII型超新星爆発を起こすと予測されている星は、約600光年離れたアンタレスと、約640光年の距離にあるベテルギウスである。これらの星が超新星爆発を起こした際には地球にも若干の影響が出ると言われているが、地球から距離が離れすぎているためにガンマ線の威力は弱まり、オゾン層が多少傷つく程度で惑星および生命体への影響はほとんどないと予測されている。またガンマ線は自転軸の2度の範囲に放出されることが判明しており、その後の観測から地球はベテルギウスの自転軸から20度の位置にあることもわかっていることから、ベテルギウスからのガンマ線は地球に影響を及ぼさないと考えられている。
仮に地球から8.6光年離れたシリウスA、あるいは25.3光年離れたベガがII型超新星爆発を起こしたとすると、地球に住む生命はほぼ確実に絶滅するか壊滅的な打撃を受けることになるが、シリウスAの質量は太陽の2倍強、またベガの質量は太陽の3倍程度であるために超新星爆発は起こさず、いずれも赤色巨星となって膨張した外層部により惑星状星雲を形成し、残った中心核が白色矮星となる可能性が濃厚である。
我々が住んでいる地球も一部の三葉虫の絶滅など、周囲の星の超新星爆発の影響を受けたと思われる痕跡がいくつか発見されている。

## 超新星残骸

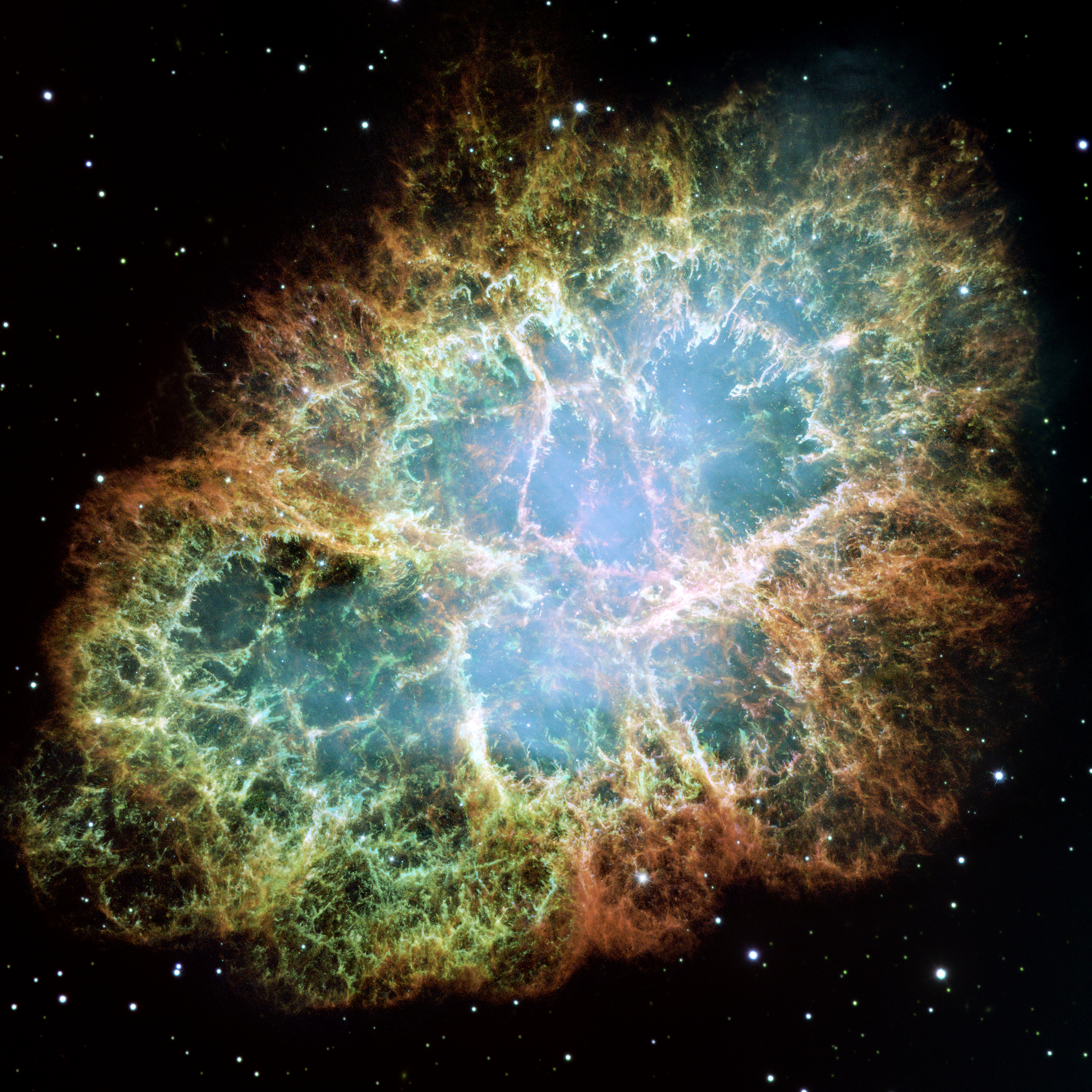
超新星残骸 おうし座のかに星雲。月の1/5程度の直径に見える

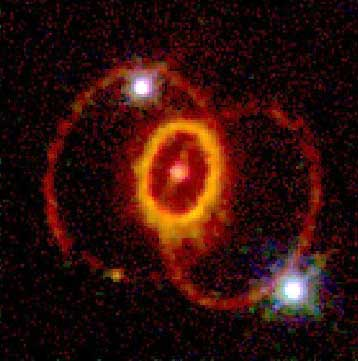
SN 1987A 複数のリング構造が見える。超新星爆発によるニュートリノが観測された最初の超新星残骸

超新星残骸（ちょうしんせいざんがい、英: Supernova remnant）とは、超新星爆発の後に残る星雲状の天体である。
超新星爆発の結果として中性子星が作られることがあるが、発見されている中性子星の周囲に超新星残骸があるものは少ない。これは超新星爆発のわずかな非対称性によって中性子星が爆発の中心から弾き飛ばされてしまうためと考えられている。
超新星爆発で放出される物質はほぼ球対称に拡がるため、地球から観測した場合には超新星残骸は円弧状の形に見えるものが多いが、かに星雲のように不規則な形状のものもある。
超新星爆発が起こると星の外層のガスは衝撃波によって吹き飛ばされる。この際に衝撃波による断熱圧縮や放射性元素の崩壊熱でガスは加熱され非常に高温になり光を放射する。超新星残骸を構成しているガスの温度は100万K以上であり、通常の散光星雲よりもはるかに高温である。そのため通常の散光星雲に見られるような水素原子の再結合に伴う輝線以外に、磁場中を高速で運動する電子によるシンクロトロン放射が観測される。このようにして爆発直後の超新星残骸は輝いている。
超新星残骸はその後も周囲の星間ガスを取り込むようにして膨張を続けていく。高速で膨張していく衝撃波面が周囲の星間ガスに衝突し断熱圧縮されることで高温の状態が維持される。このようにして超新星残骸は膨張速度が衰えて高温の状態を維持できなくなるまで数万年程度輝き続ける。

### 主な超新星残骸
- おうし座のかに星雲M1
- はくちょう座の網状星雲NGC6992-5、NGC6960
- ふたご座のくらげ星雲IC 443[15]
- オリオン座のバーナードループ
- ほ座のガム星雲

## 超新星に関する事柄
- 超新星（音楽グループ）

- 超新星フラッシュマン（スーパー戦隊シリーズ）